# Jean Lanzi
Pour les articles homonymes, voir Lanzi.
 (octobre 2013).
Si vous disposez d'ouvrages ou d'articles de référence ou si vous connaissez des sites web de qualité traitant du thème abordé ici, merci de compléter l'article en donnant les références utiles à sa vérifiabilité et en les liant à la section « Notes et références ».
Jean Lanzi est un journaliste et présentateur de radio et de télévision français, né le 11 avril 1934 à Nice (Alpes-Maritimes) et mort le 9 octobre 2018 à Castelnau-le-Lez (Hérault).

## Biographie

### Carrière
Au début des années 1960, Jean Lanzi est journaliste à la station Paris Inter, devenue France Inter, où il assure des reportages et présente Inter actualités.
À la télévision, il présente, du 24 janvier au 3 octobre 1966, l'émission politique Face à face sur la première chaîne de l'ORTF en direct avec Jean Farran sous forme d'un débat entre un homme politique et des journalistes. Les premiers invités sont notamment Guy Mollet le 24 janvier 1966, Valéry Giscard d'Estaing le 15 février 1966, Georges Pompidou le 23 mars 1966. À partir du 15 septembre 1967, il présente le journal télévisé 24 heures actualités sur la deuxième chaîne de l'ORTF, sous la direction de Louis Roland Neil[réf. nécessaire]. Sa liberté et son indépendance lui valent une mise à pied en 1968[à développer].
En novembre 1969, Pierre Desgraupes l'intègre à l'unité autonome Information Première. Il revient à la présentation des journaux du soir à ♂. Ensuite, il est affecté au journal de 13 heures, dont il partagera la présentation avec Paul Lefèvre, Jean-Pierre Lannes, Alain Cancès et Guy Claisse en 1970, avant l'instauration d'un trio à peu près régulier Lanzi - Elkabbach - Desjeunes jusqu'à l'été 1972.
À la réforme de l'été 1972, à la suite de la dissolution de l'équipe Desgraupes, Jean Lanzi se remet à la disposition de la direction générale de l'ORTF, qui l'affecte pendant trois ans au bureau de Tokyo.
À la dissolution de l'ORTF, Jean Lanzi est embauché par Jacques Sallebert, directeur de l'information d'Antenne 2 pour présenter le journal de 20 heures en alternance avec Jean-Marie Cavada, Pierre Lescure et Jean-Michel Desjeunes, avant d'être affecté aux éditions du samedi et du dimanche.
En 1977, à l'arrivée de Jean-Pierre Elkabbach à la direction de l'information, Jean Lanzi quitte la présentation de ces journaux, remplacé successivement par Jean-Claude Mangeot puis Patrick Lecoq. Il est alors en charge de magazines sur Antenne 2.
En 1979, il devient responsable des programmes d'Antenne 2 pour la tranche de l'après-midi, répondant même un jour aux téléspectateurs sur ses activités.
De 1982 à 1988, il co-présente La Maison de TF1 avec Évelyne Dhéliat. Le magazine, diffusé sur TF1 le samedi matin, est consacré à la maison, au jardin, au bricolage et à la mode. Les deux animateurs y sont entourés de spécialistes (Nicolas le Jardinier, Michel Galy et Cécile Ibane).
En 1982, Philippe Gildas quitte l'animation du jeu d'aventures La Chasse au trésor sur Antenne 2 en raison d'un emploi du temps trop chargé. Jean Lanzi lui succède avec à ses côtés Marie-Thérèse Cuny (le jeu étant renommé La Carte aux trésors au pluriel). Cependant, sa présentation étant jugée peu convaincante, Lanzi est remplacé par Didier Lecat (accompagné d'Elsa Manet).
À partir de juillet 1983, Jean Lanzi est le directeur de l'information de TF1. À compter de septembre 1984, il présente le magazine politique 7 sur 7 (créé en 1981) sur TF1 en alternance avec la journaliste Anne Sinclair. En mai 1987, à la suite de la privatisation de TF1, il quitte ses fonctions de directeur de l'information et présente pour la dernière fois 7 sur 7 en juin.
À la fin des années 1990, il présente avec Carole Gaessler l'émission médicale Comment ça va ? , en deuxième partie de soirée sur France 3.
Retiré du monde des médias, il est, de 1998 à 2000, membre du Conseil économique et social.

### Famille
Marié en secondes noces, à Claire Vernet, sociétaire honoraire de la Comédie-Française, Jean Lanzi a une fille, Sarah, interprète de conférence.[réf. nécessaire]

### Mort
Installé depuis plusieurs années à Aigues-Mortes, Jean Lanzi meurt le 9 octobre 2018 à Castelnau-le-Lez.